# Chudá Lehota
Chudá Lehota (in ungherese: Újülés) è un comune della Slovacchia facente parte del distretto di Bánovce nad Bebravou, nella regione di Trenčín.